# جون رنش
جون رنش (بالإنجليزية: John Wrench)‏ (1913-27 فبراير 2009) هو عالم رياضيات أمريكي, تخصص في تطوير استعمال الحواسيب في الحساب الرياضي، واشتهر بقيامه بحساب قيمة العدد {\displaystyle \pi } إلى أكثر من 100000 رتبة عشرية.